# .gb
.gbはイギリスに割り当てられている国別トップレベルドメイン（ccTLD）。このccTLDは"Great Britain"の略記に由来するがイギリスには同時に.ukドメインも割り当てられていたのでこのドメインは広く普及せず、現在では全く使われていない。
Domain Name Systemのルールでは、国や地域に割り当てるトップレベルドメインは、ISO 3166-1の2文字コードと一致させることが原則である。ISO 3166-1のリストによると、イギリスの国コードはGBなので、原則から言えば.gbドメインを割り当てる方が正しい。
既に在ったJANET NRSは"UK"を国コードとして使っていたので、イギリスはIANAのジョン・ポステルに.ukドメインを申請した。この申請は認められ、イギリスドメインは.gbではなく全て.ukを使用している。
.gbは何年か主にイギリス政府機関とX.400ベース電子メールインフラを使用した商業電子メールサービスで使用されていた。国コード"GB"を使うことで、DNSドメインとX.400アドレス間の変換を単純化した。
X.400電子メールの終焉とIANAの1つの国・地域には原則1つのTLDという方針により、.gbは使われなくなった。なお、登録は行われないもののルートサーバに.gbドメインのレコード登録はされている。

## 註
1. ↑  http://www.nsrc.org/codes/bymap/notes.html